# 요시다니촌
요시다니촌(吉谷村)은 니가타현 기타우오누마군에 있던 촌이다.

## 역사
- 1889년 4월 1일 - 정촌제 시행에 의해 기타우오누마군 요시다니촌이 성립하였다.
- 1942년 4월 1일 - 기타우오누마군 오지야정에 편입되어 소멸하였다.

## 참고문헌
- 『市町村名変遷辞典』東京堂出版、1990年。